# Trivium Charontis
Trivium Charontis és una característica d'albedo a la superfície de Mart, localitzada amb el sistema de coordenades planetocèntriques a 19.78 ° latitud N i 162 ° longitud E. El nom va ser aprovat per la UAI l'any 1958 i fa referència a la cruïlla de Caront, àrea on es creuen diversos canals i se'ls va donar noms inspirats en el més enllà grecoromà